# Новикова, Елена Александровна
Еле́на Алекса́ндровна Но́викова (род. 27 октября 1985) — российская легкоатлетка, специалистка по бегу на короткие дистанции. Выступала за сборную России по лёгкой атлетике в 2000-х годах, чемпионка Европы среди молодёжи, многократная победительница и призёрка первенств всероссийского значения, участница ряда крупных международных стартов. Представляла Тульскую и Калужскую области.

## Биография
Елена Новикова родилась 27 октября 1985 года.
Занималась лёгкой атлетикой в Школе высшего спортивного мастерства в Туле, проходила подготовку под руководством тренеров Г. Н. Терехова, Л. В. Пилюгиной, С. С. Реутова.
Впервые заявила о себе в сезоне 2002 года, когда на юниорском всероссийском первенстве в помещении в Москве выиграла бронзовые медали в беге на 60 и 200 метров.
В 2005 году вошла в состав российской национальной сборной и выступила в 100-метровой дисциплине на молодёжном европейском первенстве в Эрфурте.
В 2006 году на дистанции 200 метров финишировала второй на зимнем чемпионате России в Москве.
В 2007 году на зимнем чемпионате России в Волгограде с командой Тульской области одержала победу в эстафете 4 × 200 метров. Принимала участие в чемпионате Европы в помещении в Бирмингеме, где в дисциплине 400 метров дошла до стадии полуфиналов. Позднее стартовала на молодёжном европейском первенстве в Дебрецене — в финале бега на 200 метров финишировала пятой, тогда как в эстафете 4 × 400 метров вместе с соотечественницами Ольгой Шуликовой, Ксенией Задориной и Людмилой Литвиновой завоевала золотую награду, установив при этом молодёжный рекорд Европы и до настоящего времени никем не превзойдённый рекорд чемпионата Европы среди молодёжи — 3.26,58.
На чемпионате России 2008 года в Казани победила в эстафете 4 × 100 метров.
В 2009 году взяла бронзу в эстафете 4 × 200 метров на зимнем чемпионате России в Москве и в эстафете 4 × 100 метров на летнем чемпионате России в Чебоксарах. По окончании сезона завершила спортивную карьеру.